# Soyauxia floribunda
Soyauxia floribunda är en tvåhjärtbladig växtart som beskrevs av Hutchinson. Soyauxia floribunda ingår i släktet Soyauxia och familjen Peridiscaceae. Inga underarter finns listade i Catalogue of Life.